# 綠園 (公園)

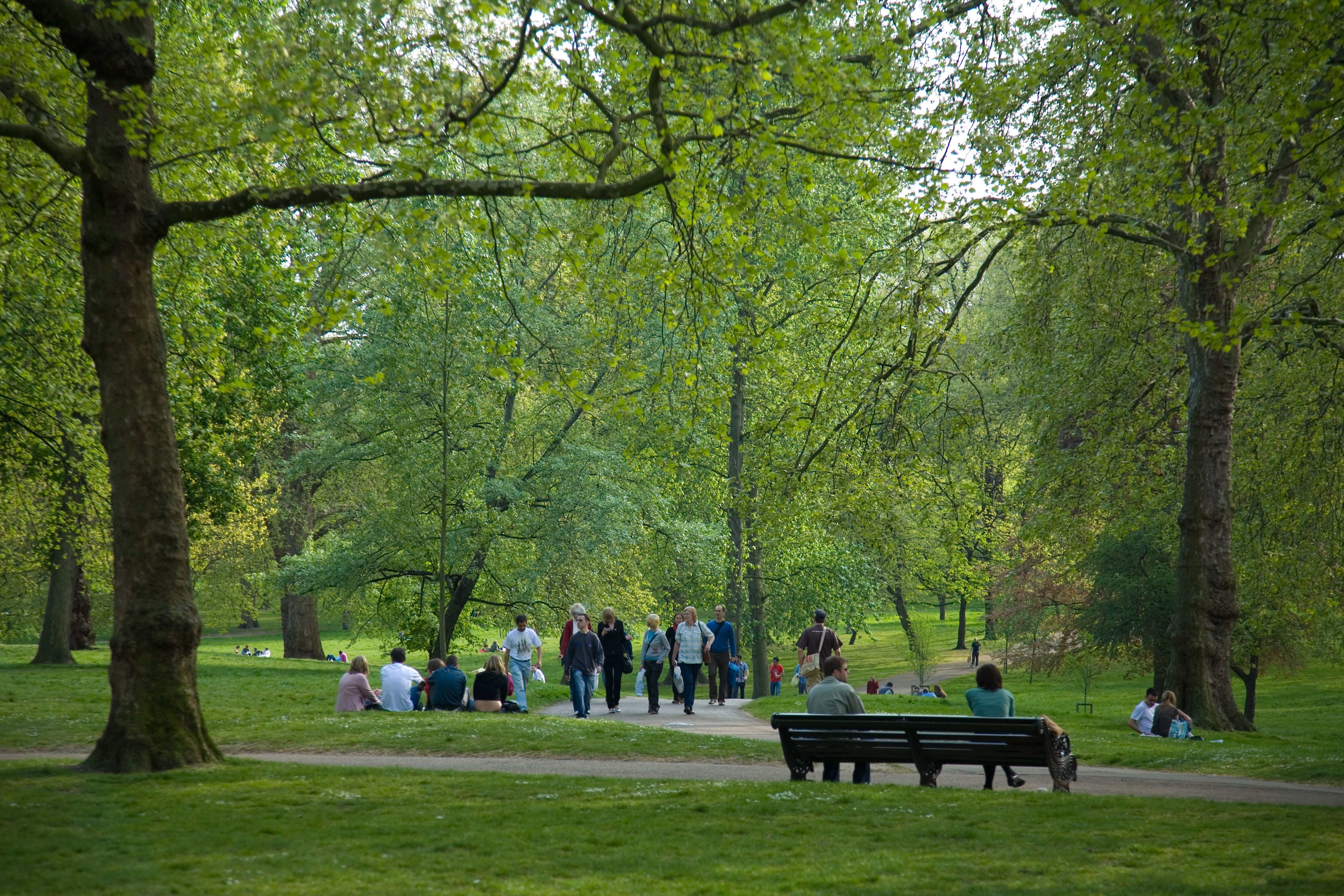
綠園

綠園（Green Park），有時直按發音譯作格林公園，是英国伦敦的一座王家园林，占地19公頃（47英畝），介于海德公园和圣詹姆斯公园之间。连同肯辛顿公园（Kensington Gardens）和白金汉宫的花园，这些公园构成一個从白厅、维多利亚车站綿延至肯辛顿和的一连串几乎不中断的开阔地带。 
与邻近的公园相比，綠園既没有湖泊，也没有建筑物，园内只有“加拿大纪念碑”和康斯坦斯基金喷泉（Constance Fund Fountain）。綠園完全由树林和草地构成，其边界南到散步丘（Constitution Hill），东到仅供步行的女王步道（Queen's Walk），北到皮卡迪利街。綠園与圣詹姆斯公园交汇于“女王花园”，其中心是白金汉宫门前的维多利亚女王纪念碑。南面是林荫路（The Mall），圣詹姆士宫（St James's Palace）和克拉伦斯府邸（Clarence House）的建筑从东面俯瞰公园。地铁綠園站靠近女王步道北端，是伦敦地铁皮卡迪利线、维多利亚线及交会站。